# 大関増儀
大関 増儀（おおせき ますのり）は、江戸時代後期から末期にかけての大名。下野国黒羽藩12代藩主。
文化8年（1811年）、10代藩主・大関増陽の次男として誕生。同年に父が隠居する。文政5年（1822年）6月、11代藩主・増業の養子となる。文政7年（1824年）2月15日、江戸幕府11代将軍・徳川家斉に御目見し、同年7月8日、養父・増業の隠居により、家督を相続する。増業が藩政改革の方策で河川工事を行なおうとしたとき、増陽の時と同じく藩内保守派の反対を受けて隠居を余儀なくされたという。しかしこのため、藩内の実権は再び保守派の家臣に握られ、黒羽藩の財政は再び悪化した。
文政9年(1826年)12月16日、従五位下・伊予守に叙任した。文政11年(1828年)6月、初めて黒羽城に入る。天保3年(1832年)5月、駿府加番を命じられる。天保5年(1834年)8月、大阪加番を命じられる。嘉永元年（1848年）2月21日、隠居し、次男・増昭に家督を譲った。隠居後、鶴山と号した。
慶応元年（1866年）、死去。

## 系譜
父母
- 大関増陽（実父）
- 大関増業（養父）

正室、継室
- 秋月種任の娘（正室）
- 籌 ー 堀直庸の娘（継室）

子女
- 大関綱一郎
- 大関増昭（次男）
- 於鉱 ー 大関増裕正室